# كاثرين ديبرونر
كاثرين ديبرونر (من مواليد 11 أبريل 1995) هي رياضية ومعلمة سويسرية. تنافست مع فريق سويسرا في بطولة العالم لألعاب القوى لذوي الإحتياجات 2019، وفازت بميدالية ذهبية وفضية. وعلى المستوى الفردي، سجلت أرقامًا قياسية جديدة في ماراثون برلين وماراثون شيكاغو 2023.

## حياتها المبكرة
ولدت ديبرونر في 11 أبريل 1995 في ميتيندورف، سويسرا. بسبب عيب خلقي في عمودها الفقري، تستخدم كرسيًا متحركًا. أثناء حضورها معسكرًا رياضيًا في نوتويل، التقت بمدربها بول أوديرمات.

## الحياة المهنية
تنافست في T53 200 متر في بطولة العالم لألعاب القوى 2015، وحصلت على الميدالية الفضية بزمن قدره 30.64. تأهلت لدورة الألعاب البارالمبية الصيفية لعام 2016 في ريو، واحتلت المركز السابع في سباق 400 متر سيدات. أخذت ديبرونر بعد ذلك استراحة من الرياضة للتركيز على تعليمها قبل العودة إلى فريق سويسرا للمشاركة في بطولة العالم لألعاب القوى 2019. وفي دبي، حصلت على ميدالية ذهبية في سباق 400 متر T53 للسيدات وميدالية فضية في سباق 800 متر T53 للسيدات. وفي ماراثون برلين 2022، فازت ديبرونر، التي تنافست في أول ماراثون لها، بالسباق بزمن قدره 1:36:47، محطمة الرقم القياسي للفائزة مانويلا شار التي حققت خمسة انتصارات في ماراثون برلين. وسجلت ديبرونر رقمًا قياسيًا عالميًا آخر في ماراثون برلين بزمن قدره 1:34:16. وظهرت لأول مرة في السباق الأمريكي في ماراثون شيكاغو 2023 في أكتوبر وسجلت رقما قياسيا جديدا في الدورة بزمن قدره 1:38:44.